# 동아시아람사르지역센터
동아시아람사르지역센터(Ramsar Regional Center - East Asia ; RRC-EA)는 대한민국을 비롯하여 중국, 일본, 몽고, 베트남, 태국, 캄보디아, 미얀마 등 동아시아 17개 국가의 습지보전 등 람사르협약 이행 업무를 담당하기 위해 설립된 기구이다. 운영예산은 대한민국 환경부와 순천시청이 각각 50%씩 부담한다. 전라남도 순천시 남승룡로 66 순천만국가정원 내에 소재한다. 2008년 경상남도 창원시에서 열린 제10차 람사르 협약 당사국 총회를 계기로 2009년 경상남도람사르환경재단 내에 센터 사무국이 설치됐으나 람사르 사무국의 인사와 재정에 대한 독립성 확보 요구로 대한민국 환경부 공모를 거쳐 2016년 순천만으로 이전하였다.

## 관련 법률
- 습지보전법[8]

## 연혁
- 2009년 5월 14일 동아시아람사르습지센터 설립 최종승인 (제40차 람사르협약 상임위원회)[9]
- 2009년 7월 21일 동아시아람사르습지센터 개소식
- 2016년 3월 11일 동아시아람사르지역센터 개소식 (순천 이전 개소)[10]

## 같이 보기
- 세계습지방문자센터네트워크(WLI)
- 인간과 생물권계획 한국위원회(MAB 한국위원회)
- 국립공원관리공단
- 해양환경관리공단
- 한국환경공단
- 국립생태원
- 국립해양생물자원관
- 자연환경국민신탁
- 국립습지센터
- 지구환경운동연합본부